# Мияда
Мияда (яп. 宮田村 Мияда-мура) — село в Японии, находящееся в уезде Камиина префектуры Нагано. Площадь села составляет 54,52 км², население — 8949 человек (1 августа 2014), плотность населения — 164,14 чел./км².

## Географическое положение
Село расположено на острове Хонсю в префектуре Нагано региона Тюбу. С ним граничат города Ина, Комагане и посёлки Агемацу, Кисо.

## Население
Население села составляет 8949 человек (1 августа 2014), а плотность — 164,14 чел./км². Изменение численности населения с 1980 по 2005 годы:
| 1980 | 7582 чел. |  |
| 1985 | 7898 чел. |  |
| 1990 | 7894 чел. |  |
| 1995 | 8103 чел. |  |
| 2000 | 8692 чел. |  |
| 2005 | 8968 чел. |  |

## Символика
Цветком села считается цветок сливы японской.